# Dziedziczenie plastydowe
Dziedziczenie plastydowe - dziedziczenie informacji genetycznej zawartej w genomie plastydowym (chlDNA). 

## Dziedziczenie jednostronne
U większości roślin okrytonasiennych plastydy są dziedziczone w linii żeńskiej, u nagonasiennych - w męskiej. Dziedziczenie jednostronne zachodzi również w przypadku glonów. We wczesnych stadiach rozwoju, w zarodku obecne są plastydy pochodzące od obu organizmów rodzicielskich, jednak z czasem jedne z nich zostają zdegradowane. O zanikanie plastydów pochodzących od jednego z rodziców (najczęściej w linii męskiej) podejrzewa się konkurowanie  pomiędzy plastydami (w przypadku izogamet) lub degradację gamet męskich już po zapłodnieniu (w przypadku oogamii).

## Dziedziczenie obustronne
Ten typ dziedziczenia występuje rzadko. W rodzaju wiesiołek (Oenothera) odnotowano przypadki dziedziczenia plastydów od obu roślin rodzicielskich sterowane przez genom plastydu (plastom).
U części przedstawicieli okrytonasiennych w gametach męskich występuje też gen PBPI warunkujący dodatkową możliwość dziedziczenia plastydów po stronie ojcowskiej.